# Eclipsa de Soare din 10 iunie 2021

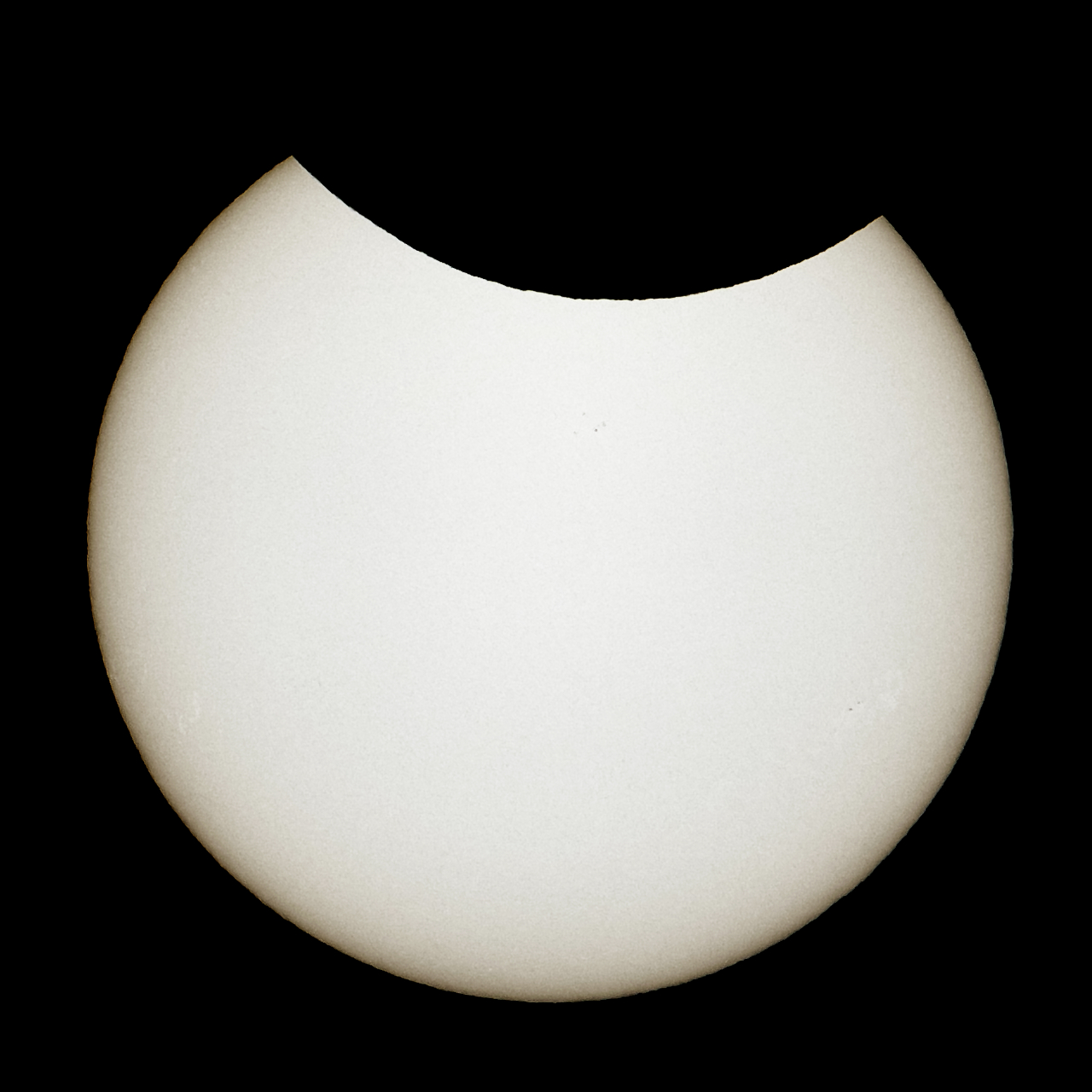
Eclipsă parțială de Soare, la 10 iunie 2021, cu ocultația maximă de 13,3%, observată la Berlin, Germania, (10:38 UTC)

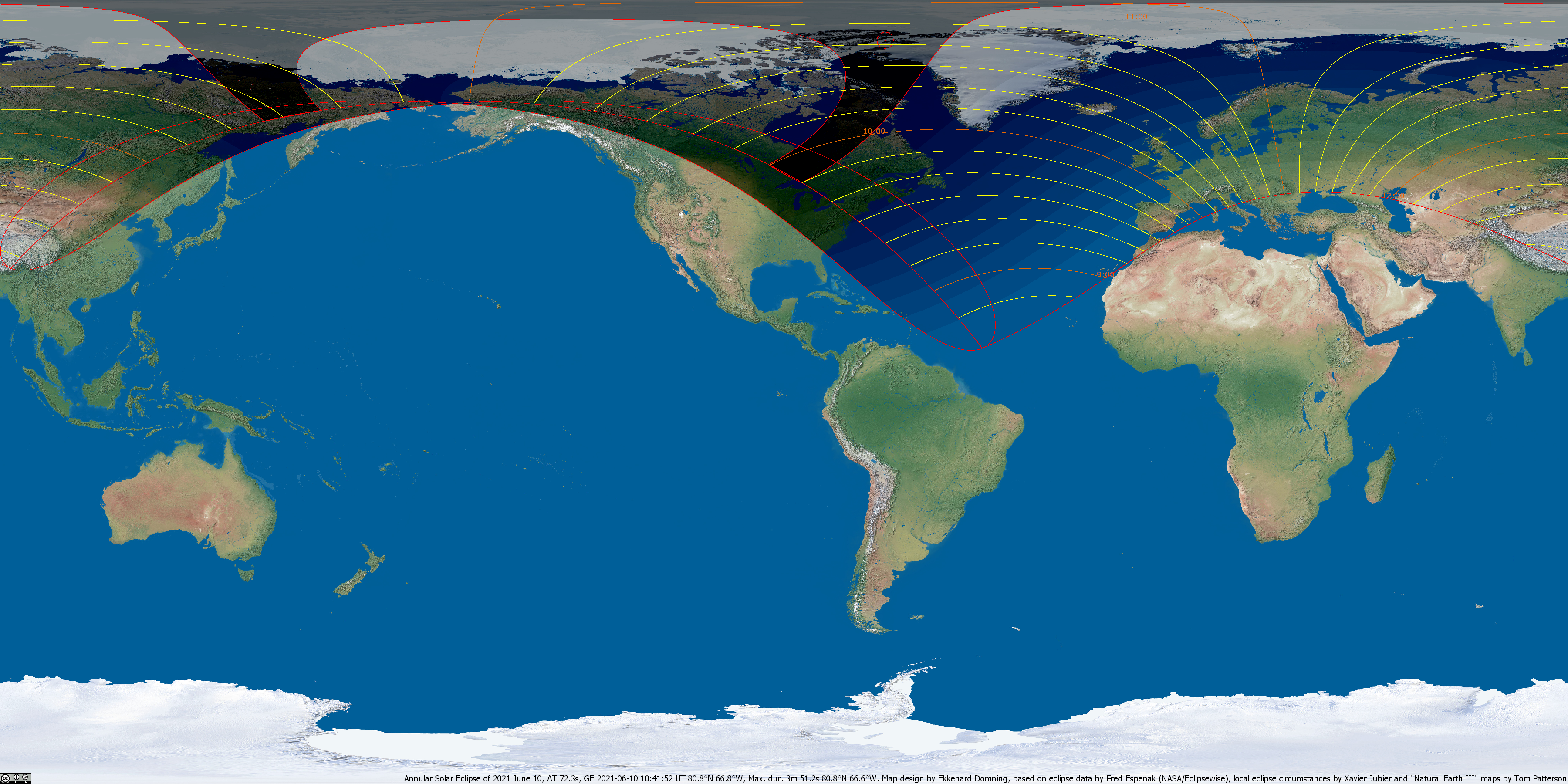
Harta eclipsei de Soare din 10 iunie 2021

O eclipsă de Soare inelară a avut loc la 10 iunie 2021; este cea de-a 16-a eclipsă inelară din secolul al XXI-lea. Eclipsa este cea de-a 23-a din 80, din seria Saros 147.
Eclipsa s-a produs în urmă cu 3 ani, 288 zile.
Eclipsa inelară a fost vizibilă din nord-estul Canadei, Groenlanda, Oceanul Arctic (trecând peste Polul Nord) și din nordul Extremului Orient Rus, iar eclipsa parțială a putut să fie observată dintr-o regiune largă de mii de kilometri, ca nordul și estul Americii de Nord, cea mai mare parte a Europei și nordul Asiei. Este demn de remarcat faptul că, în timpul unei eclipse inelare, coroana solară nu este vizibilă.
Atenție! Pentru a observa cu ochiul liber o eclipsă de Soare, de orice tip ar fi ea, este nevoie de un filtru solar special. Fără acest filtru observarea eclipsei duce la accidente grave ale ochiului, care pot ajunge până la orbire. Filtrul cel mai accesibil este filtrul de sudură cât mai dens, însă, din cauza grosimii sticlei, pot apărea imagini duble. Filtrul ideal, numit filtru Mylar, este o peliculă aluminizată care oprește radiațiile periculoase. O altă variantă sigură este proiectarea imaginii solare pe un ecran, chiar improvizat dintr-o coală albă de hârtie sau de carton.

## Parcurs

Traiectoria eclipsei pe Pământ.

Începând din Canada, această eclipsă a traversat coasta de Nord-Vest a Groenlandei, apoi a trecut pe la Polul Nord pentru a continua spre Siberia Orientală unde a luat sfârșit.
În România, eclipsa a putut fi observată ca eclipsă parțială, din nordul și centrul județului Timiș, din județele Arad, Bihor, Satu Mare și Maramureș, din Bucovina, din întregul teritoriu al Transilvaniei și din cea mai mare parte a Moldovei, iar din Republica Moldova din aproape tot teritoriul.
 
Este demn de reținut faptul că gradul de acoperire / de obturare a Soarelui de către Lună este cu atât mai mare cu cât observatorul se află la o latitudine mai înaltă.

## Locuri de vizibilitate
Iqaluit este unul dintre locurile unde a fost văzută eclipsa în formă de inel.
Apoi, sunt afișate localitățile și locurile în care eclipsa a fost vizibilă.
| Țara sau teritoriul | Locul                 | Durata eclipsei | UTC   |
| ------------------- | --------------------- | --------------- | ----- |
| Canada              | Iqaluit               | 3m 5s           | 09:53 |
| Canada              | Longlac, Greenstone   | 3m 14s          | 10:08 |
| Groenlanda          | Qaanaaq               | 3m 41s          | 10:35 |
| Groenlanda          | Strâmtoarea lui Smith | 2m 57s          | 10:37 |
| Federația Rusă      | Srednekolîmsk         | 3m 35s          | 11:26 |
| Federația Rusă      | Ciokurdah             | 3m 37s          | 11:27 |
| Federația Rusă      | Zîrianka              | 3m 14s          | 11:30 |

## Galerie de imagini

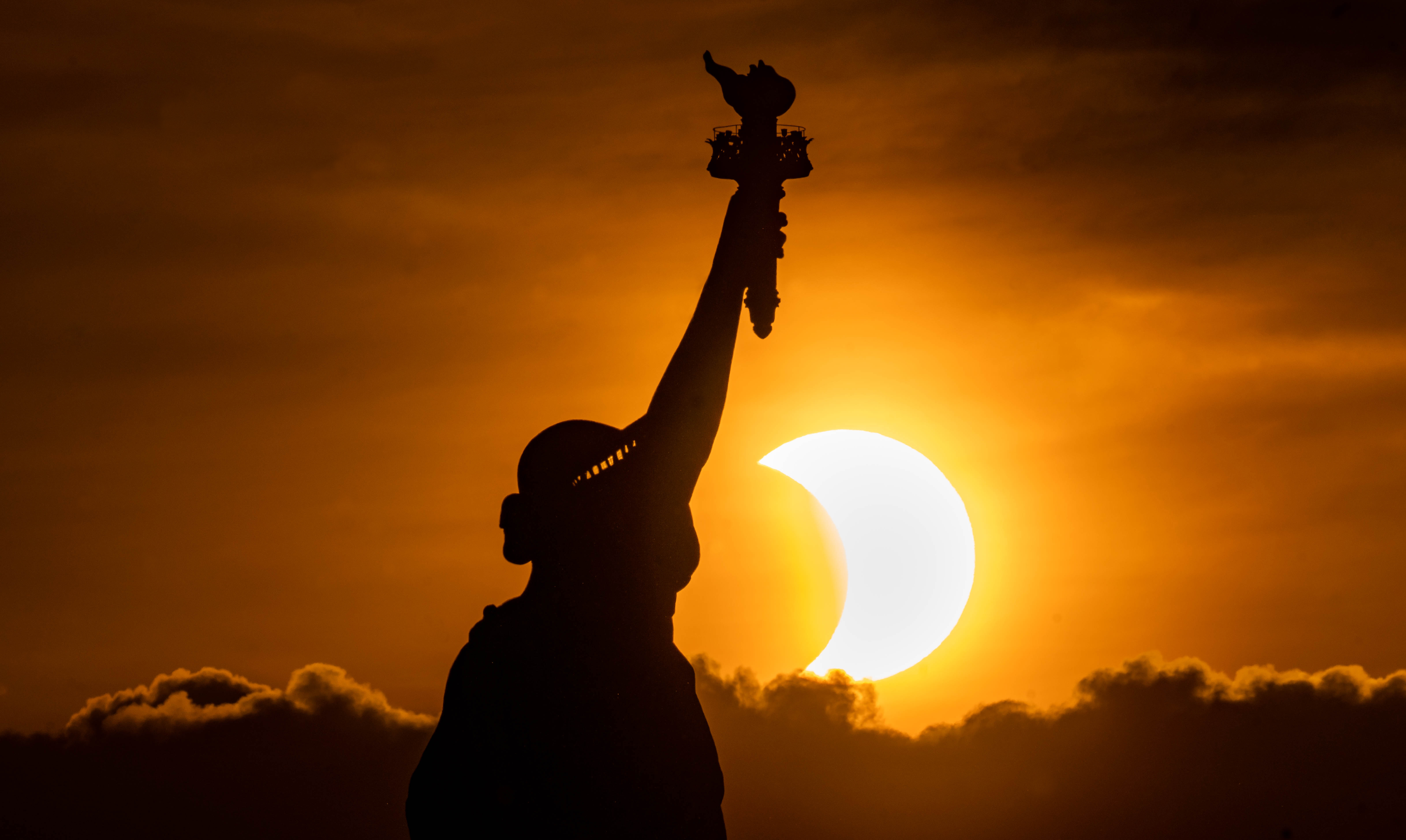
Eclipsa și Statuia Libertății, din New York, Statele Unite ale Americii
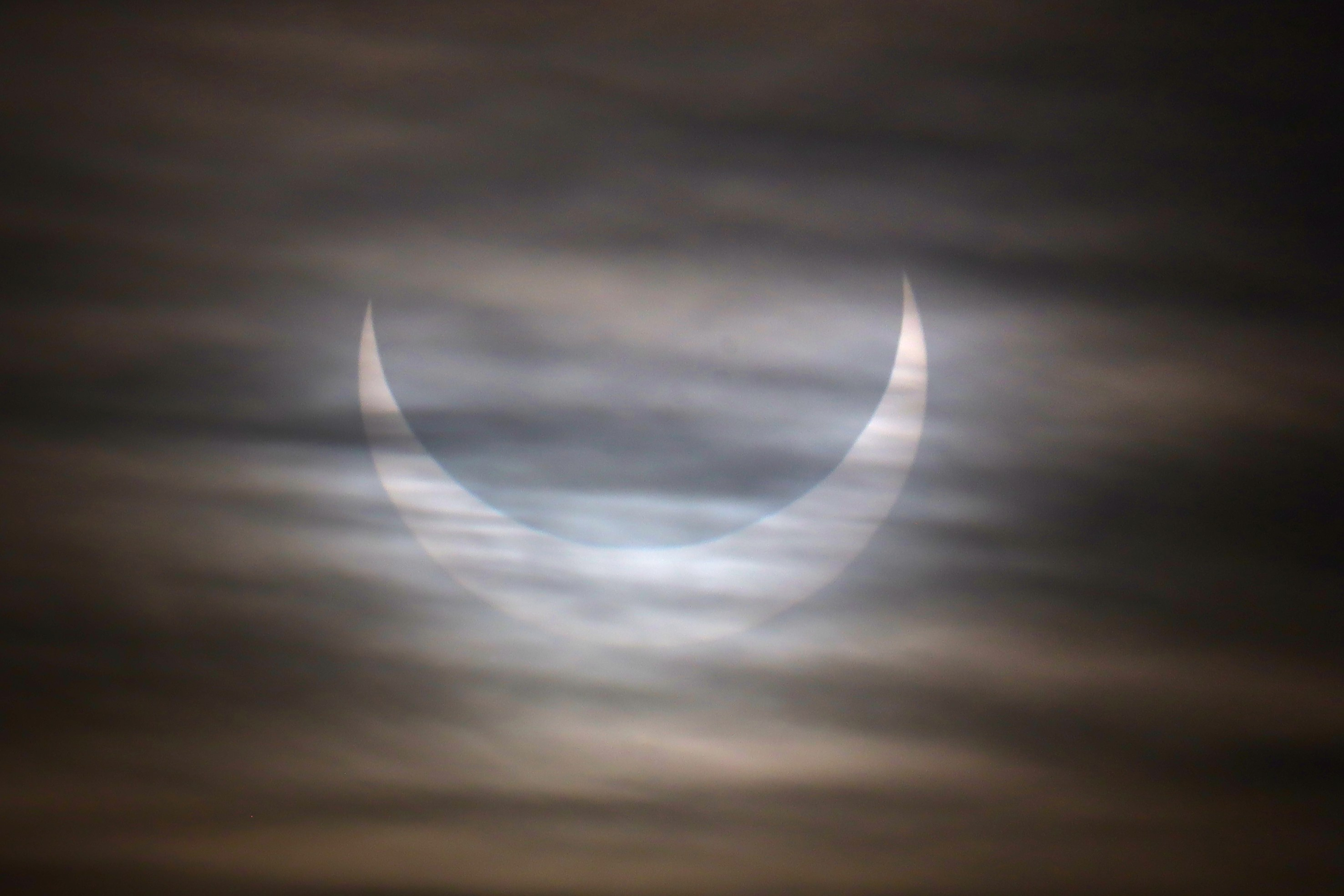
Montpelier, Vermont, Statele Unite ale Americii, (9:33 UTC)
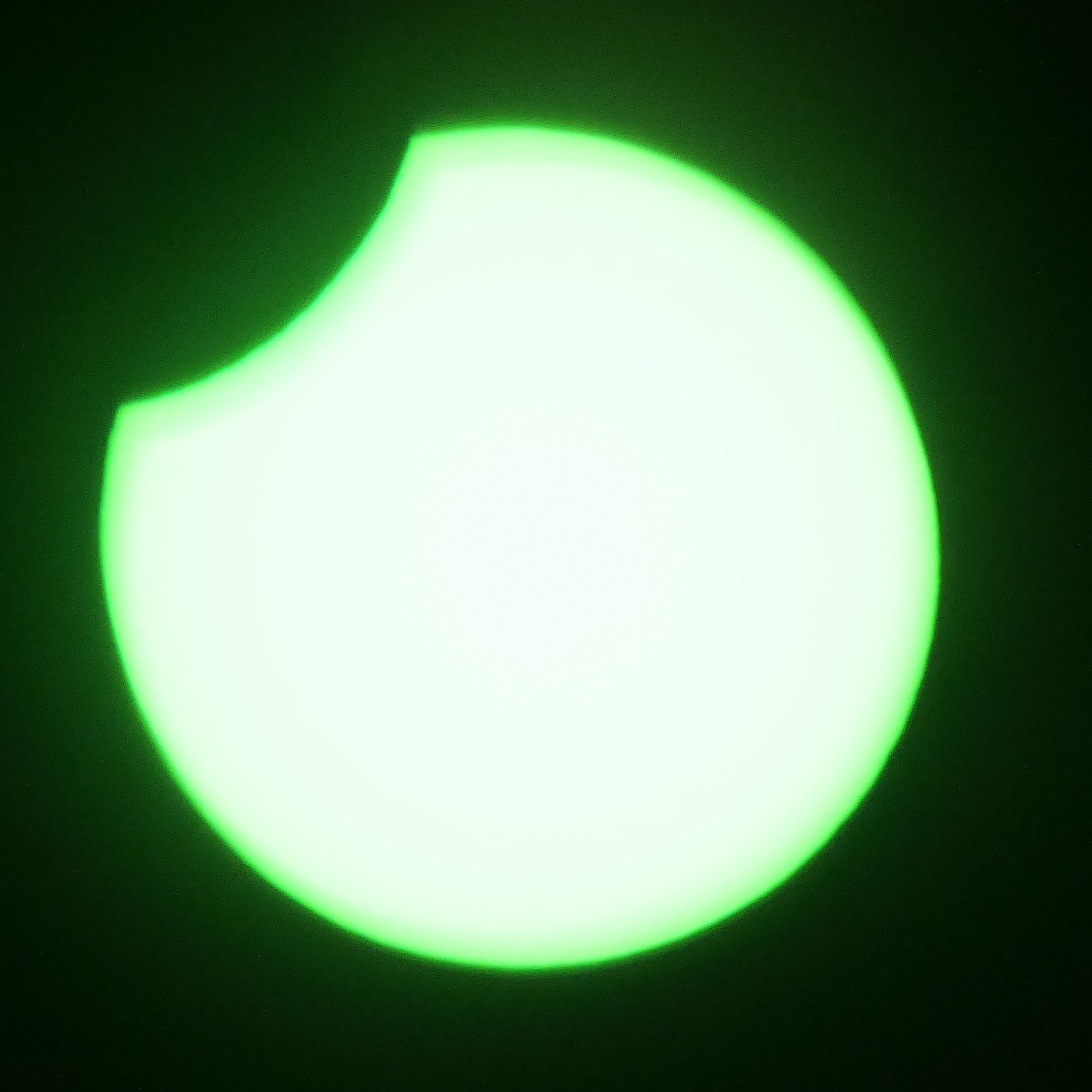
Logroño, Spania, (10:10 UTC)
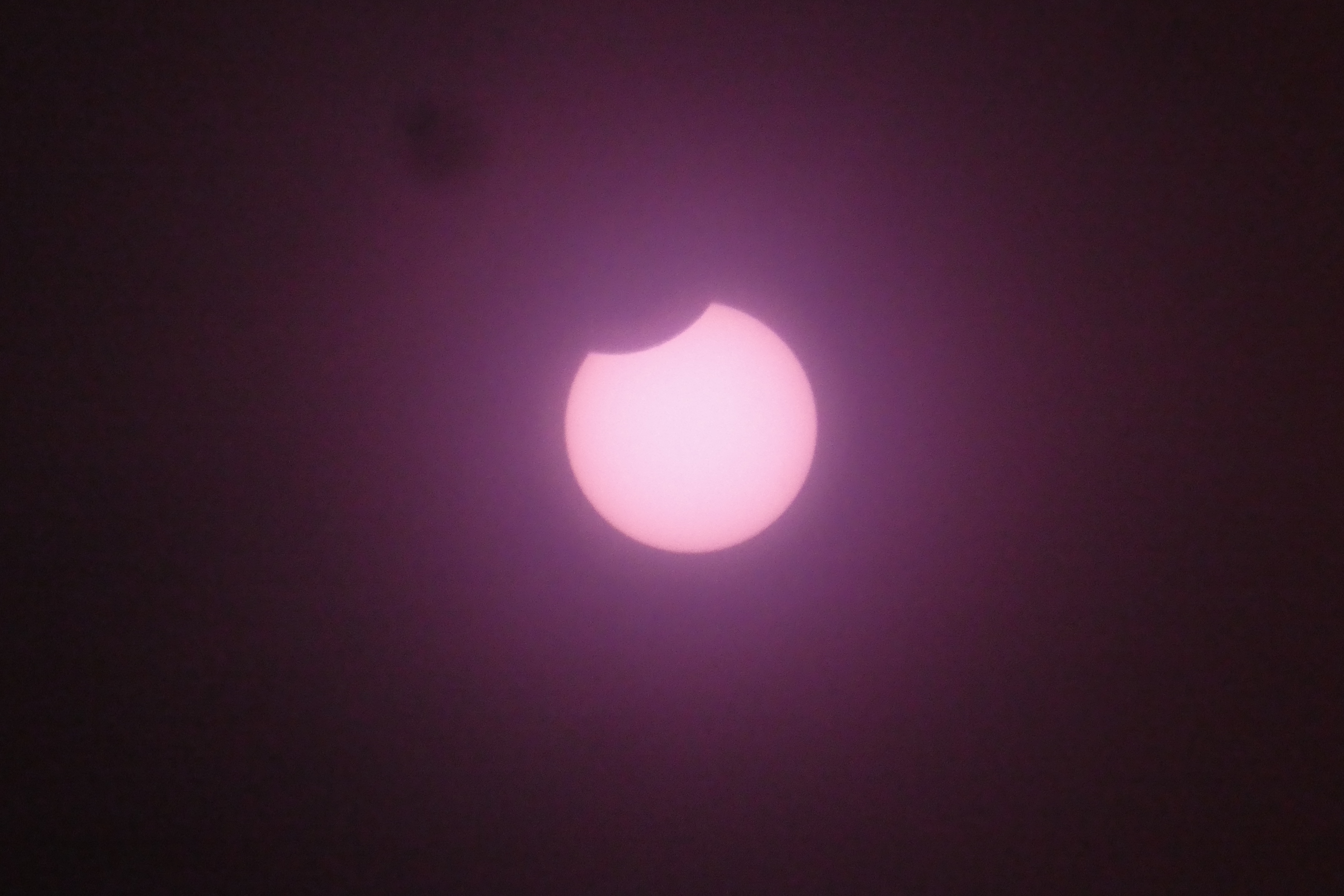
Haut-Doubs, Franța, (10:26 UTC); fotografie luată printr-un filtru Mylar roz.
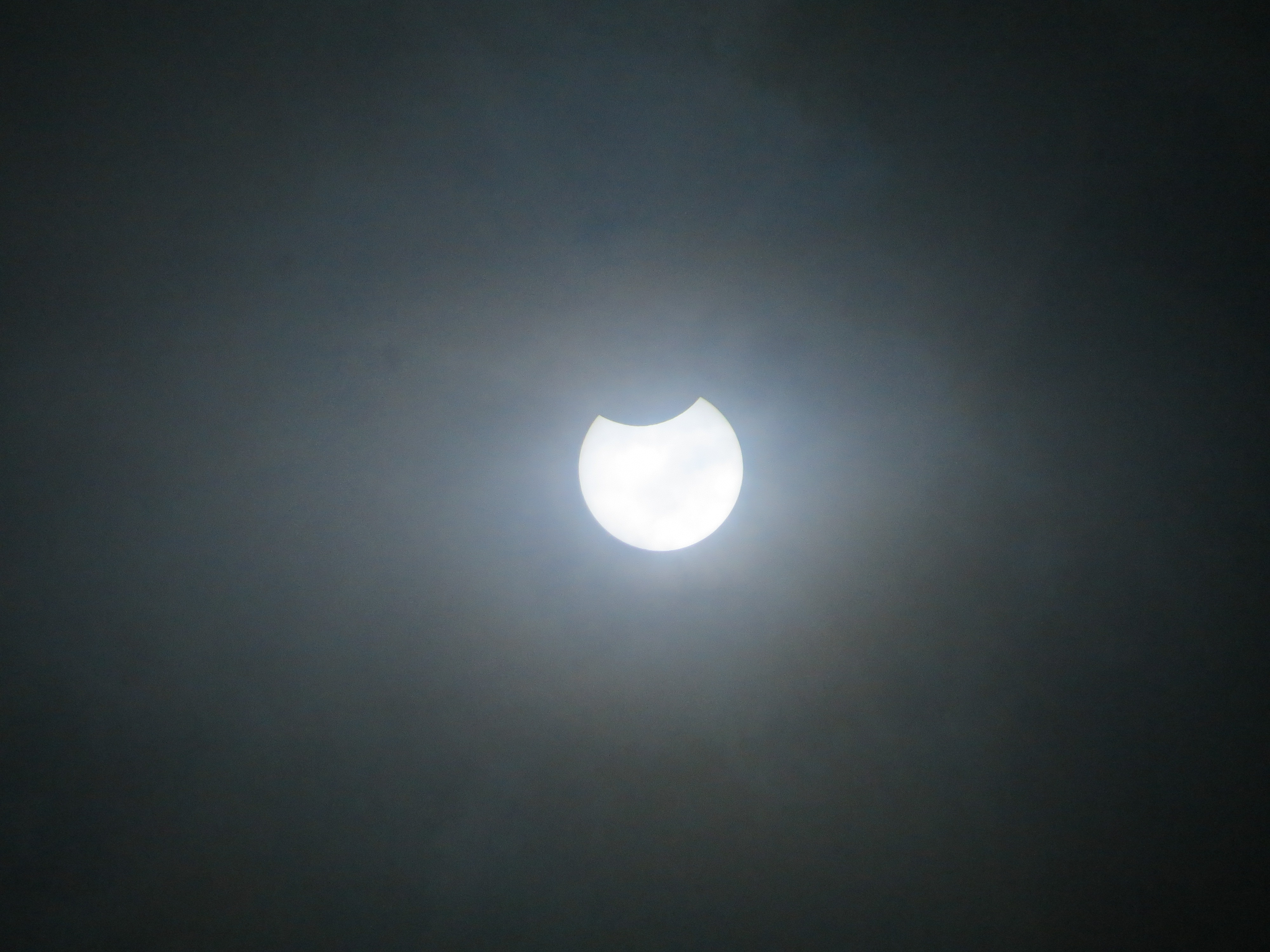
Berga (Kyffhäuser), Saxonia-Anhalt, (10:29 UTC)
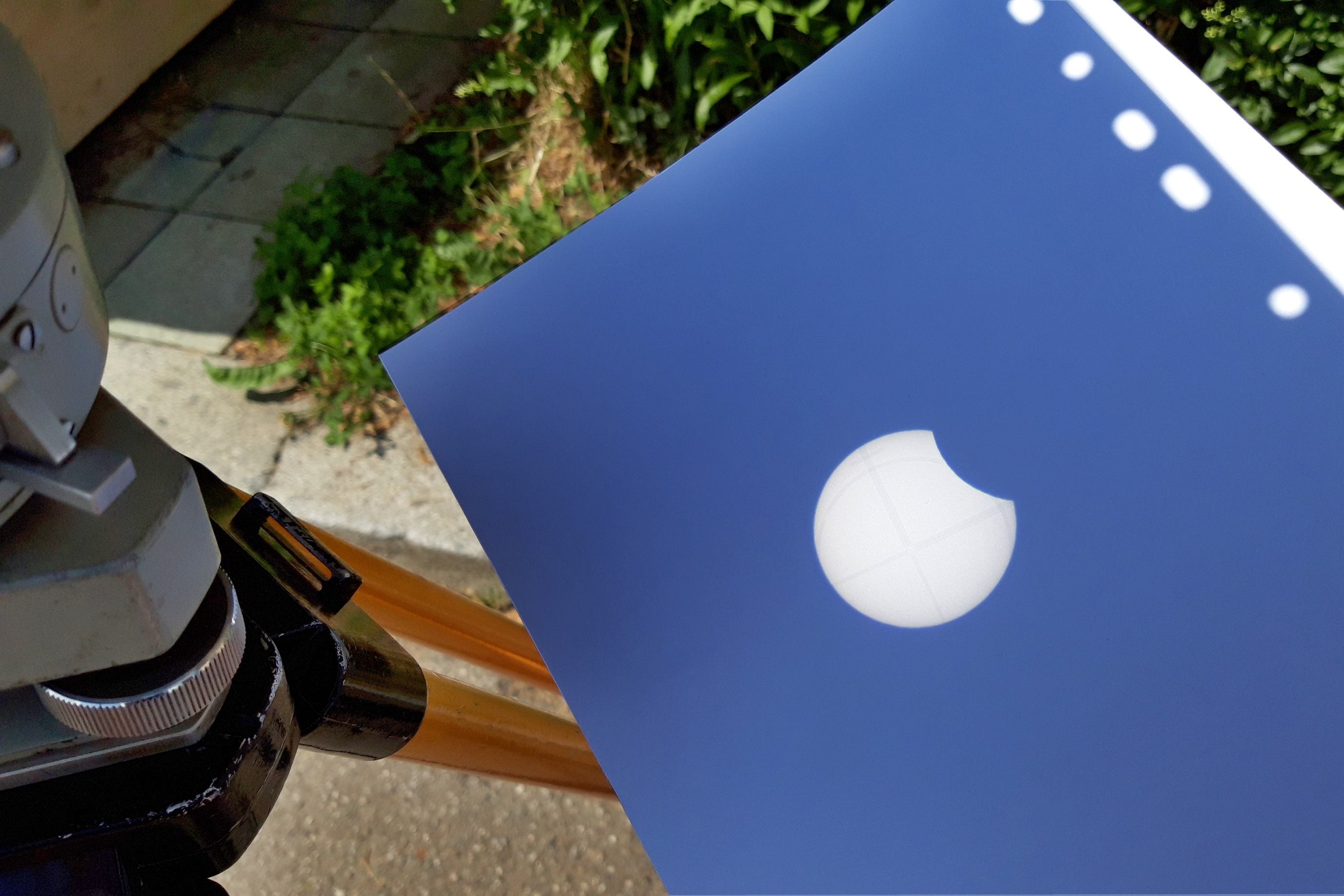
Observarea eclipsei prin proiecție, la Praga, Republica Cehă
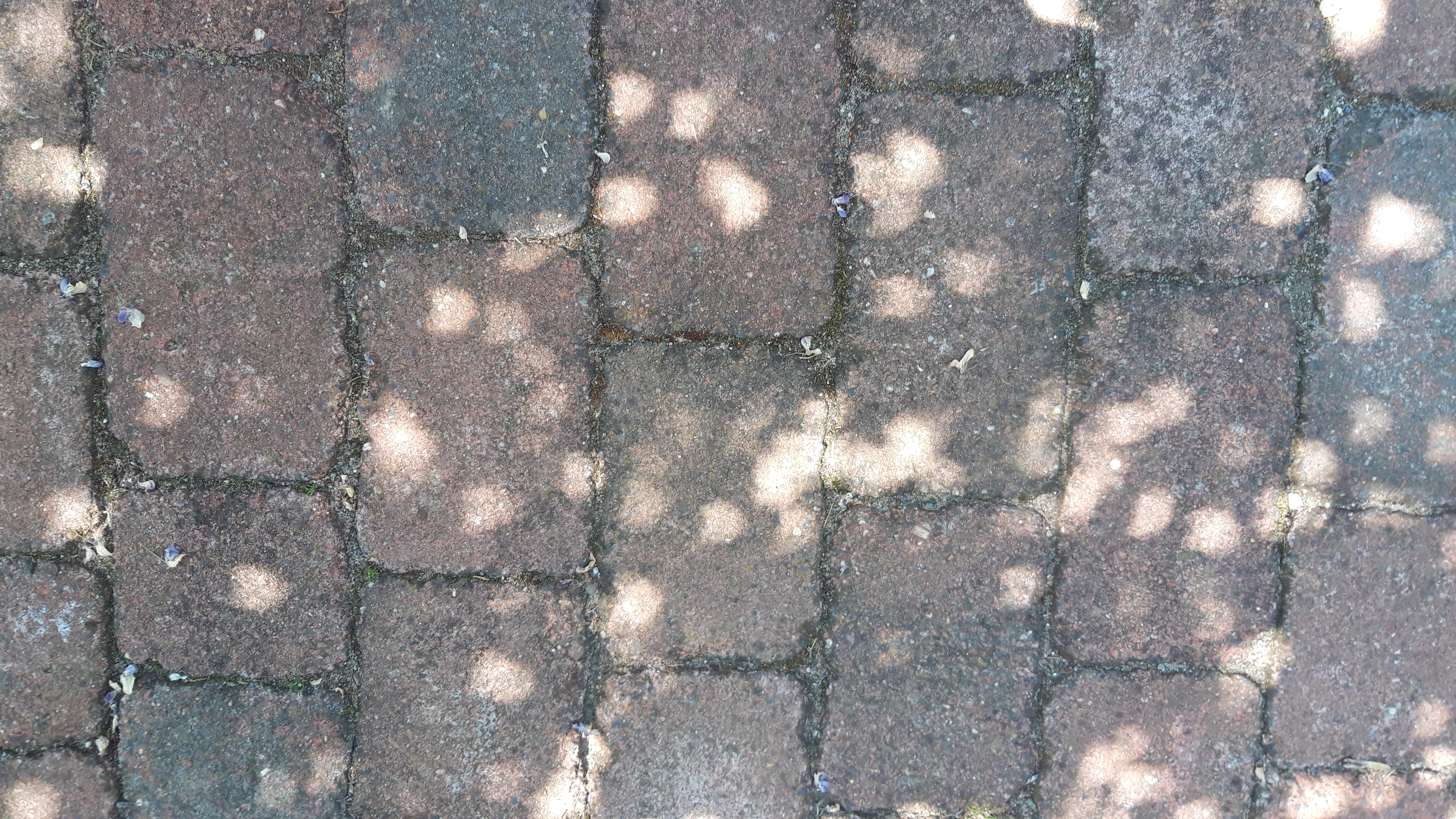
Proiecția discului solar de către umbra arborilor. Woerden, Țările de Jos (10:30 UTC)
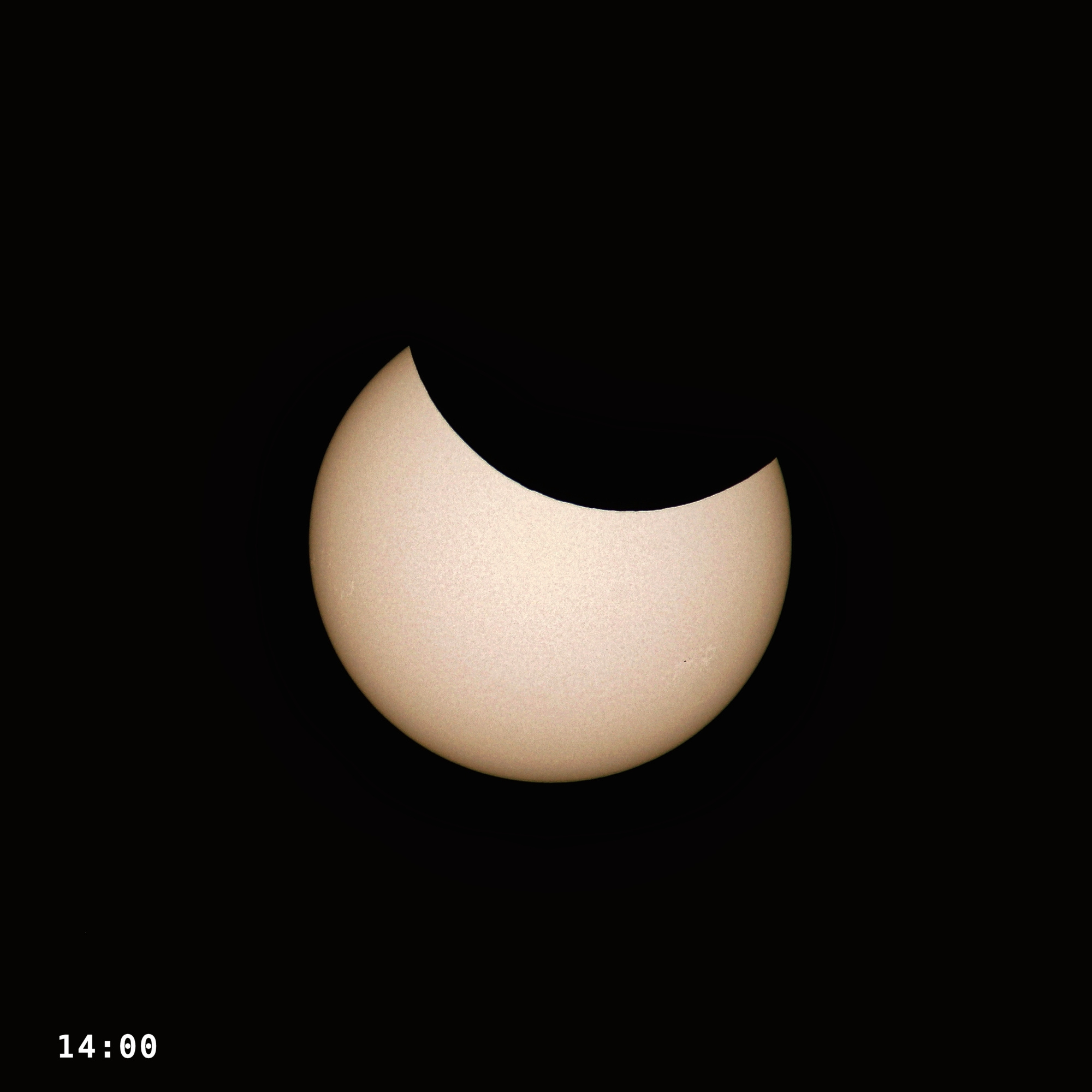
Eclipsa de Soare din 10 iunie 2021, văzută din Finlanda ca eclipsă parțială.